# Battgendorf

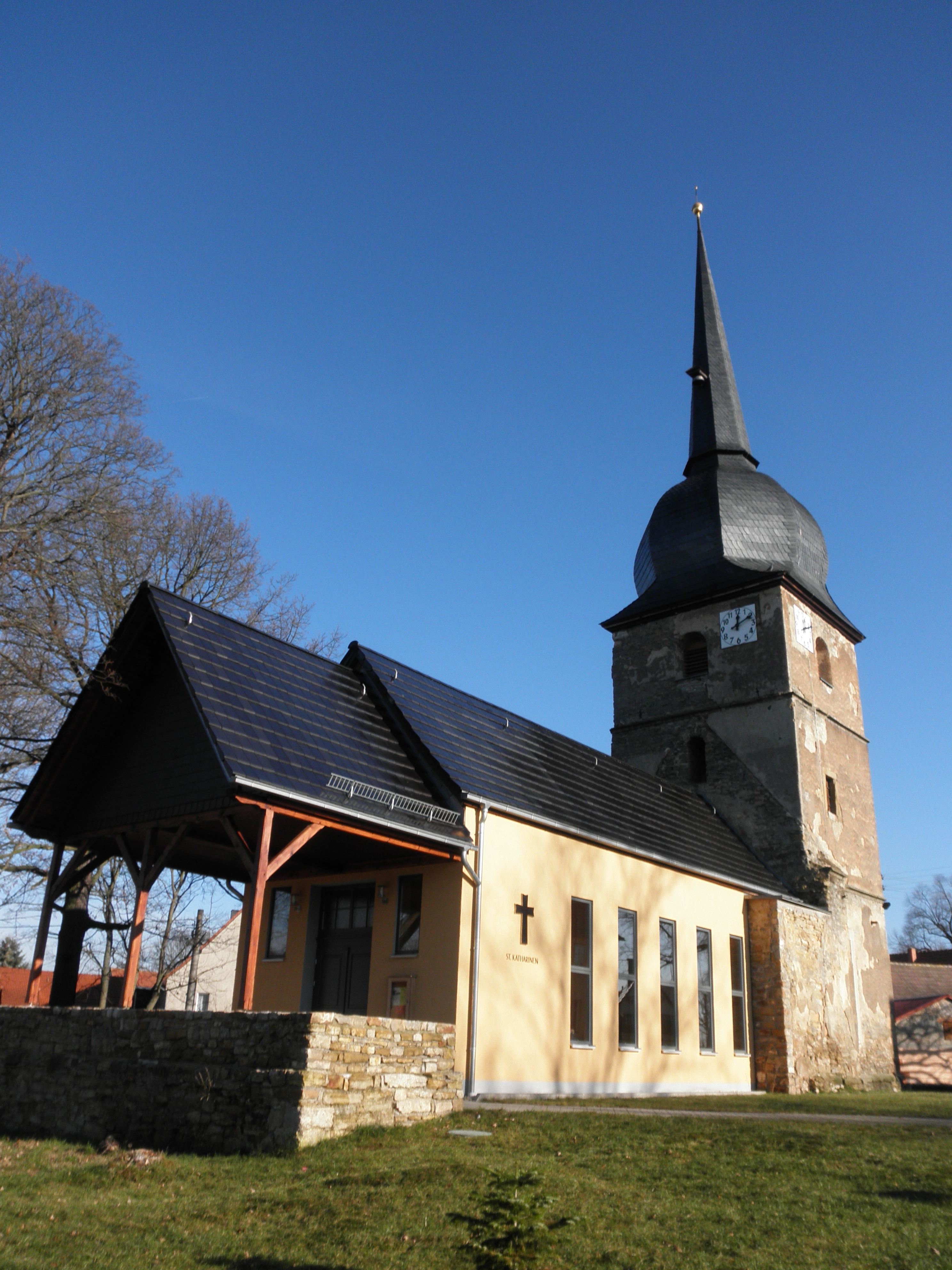
Evangelische Kirche St. Katharin in Battgendorf (2011)

Battgendorf ist ein Ortsteil von Kölleda im Landkreis Sömmerda in Thüringen. Der Ort liegt im Thüringer Becken südlich der Schmücke und wird vom Hirschbach durchflossen. Battgendorf hat rund 240 Einwohner. Durch den Ort verläuft die Landesstraße L 2136.

## Geschichte
Die urkundliche Ersterwähnung Battgendorfs erfolgte im Jahr 1168.
Im Ort hatte sich im 13. Jahrhundert eine größere jüdische Gemeinde angesiedelt, sie wurde 1298 Opfer des Rintfleisch-Pogrom. Danach gab es keine weiteren Zeugnisse jüdischen Lebens im Ort. Um 1500 gehörte Battgendorf zur Herrschaft Frohndorf. Bereits am 1. Juli 1950 wurde der Ort nach Kölleda, damals noch Landkreis Eckartsberga, eingemeindet.
In den Jahren 2000 bis 2002 war Battgendorf einer der Förderschwerpunkte im Landkreis Sömmerda, mit erheblichen Zuschüssen zu öffentlichen und privaten Baumaßnahmen. Den Busverkehr des Ortes regelt die Verwaltungsgesellschaft des ÖPNV Sömmerda und Weimar mbH, sie ist ein Unternehmen der Landkreise Sömmerda und Weimarer Land. Battgendorf wird durch die Busse der Linie 211 angefahren.

### Einwohnerentwicklung
| Jahr | Einwohner |
| ---- | --------- |
| 1910 | 329       |
| 1927 | 377       |
| 1933 | 355       |
| 1939 | 356       |

## Politik

### Ortsteilbürgermeister
Am 25. Mai 2014 wurde Lothar Pach zum Ortsteilbürgermeister gewählt.

## Kultur und Sehenswürdigkeiten
- Die Battgendorfer St.-Katharinen-Kirche ist ein Baudenkmal und evangelisches Gotteshaus. Eine Dokumentation im Eingangsbereich erläutert die Baugeschichte. Das ursprüngliche Kirchenschiff musste noch in der DDR-Zeit wegen statischer Probleme abgerissen werden. Erhalten blieb der Kirchturm, an dem 2006 ein neu errichtetes, in den Dimensionen aber verkleinertes Kirchenschiff angefügt wurde. Als Bauauflage wurden die Fundamente des Vorgängerbaus sichtbar gemacht. Das Prospekt der Kirchenorgel der Kirche wurde 1959 nach Erfurt in die Barfüßerkirche verkauft. 2011 wurde das Gesamtinstrumentarium aus Erfurt an die evangelische Gemeinde der Petruskirche in Halle-Wörmlitz übergeben.[3]
- Das evangelische Pfarrhaus gilt als ältestes Wohnhaus in der Ortslage. Das seit Jahren leerstehende Fachwerkgebäude ist verfallen.
- In Battgendorf befindet sich eine Wassermühle, sie ist heute Teil des 80 km langen Thüringer Mühlenwanderweges von Großrudestedt nach Buttstädt.
- Die ehemalige Dorfschule befindet sich unweit der Kirche.
- Das Bahnhaus am ehemaligen Haltepunkt der Finnebahn wird als Jugendtreff genutzt.
- Am Rand der Ortslage neben dem Sportplatz befindet sich das Bodendenkmal Hallonge, seit 1883 als Hallunke dokumentiert, es handelt sich um einen flachen jungsteinzeitlichen Grabhügel, vermutlich aus der zweiten Hälfte des 3. Jahrtausends vor Chr. Auf dem Hügel standen Lindenbäume, die Mitte der sechziger Jahre gefällt wurden. 1998 wurden auf der Hallunke wieder zwei Linden gepflanzt.[4]
- Die Linde wurde auch von 1840 bis zur Eingemeindung 1950 als Symbol der Gemeinde in Siegeln und Stempeln verwendet, seit 1996 ziert sie das Wappen der Freiwilligen Feuerwehr Battgendorf.[5]

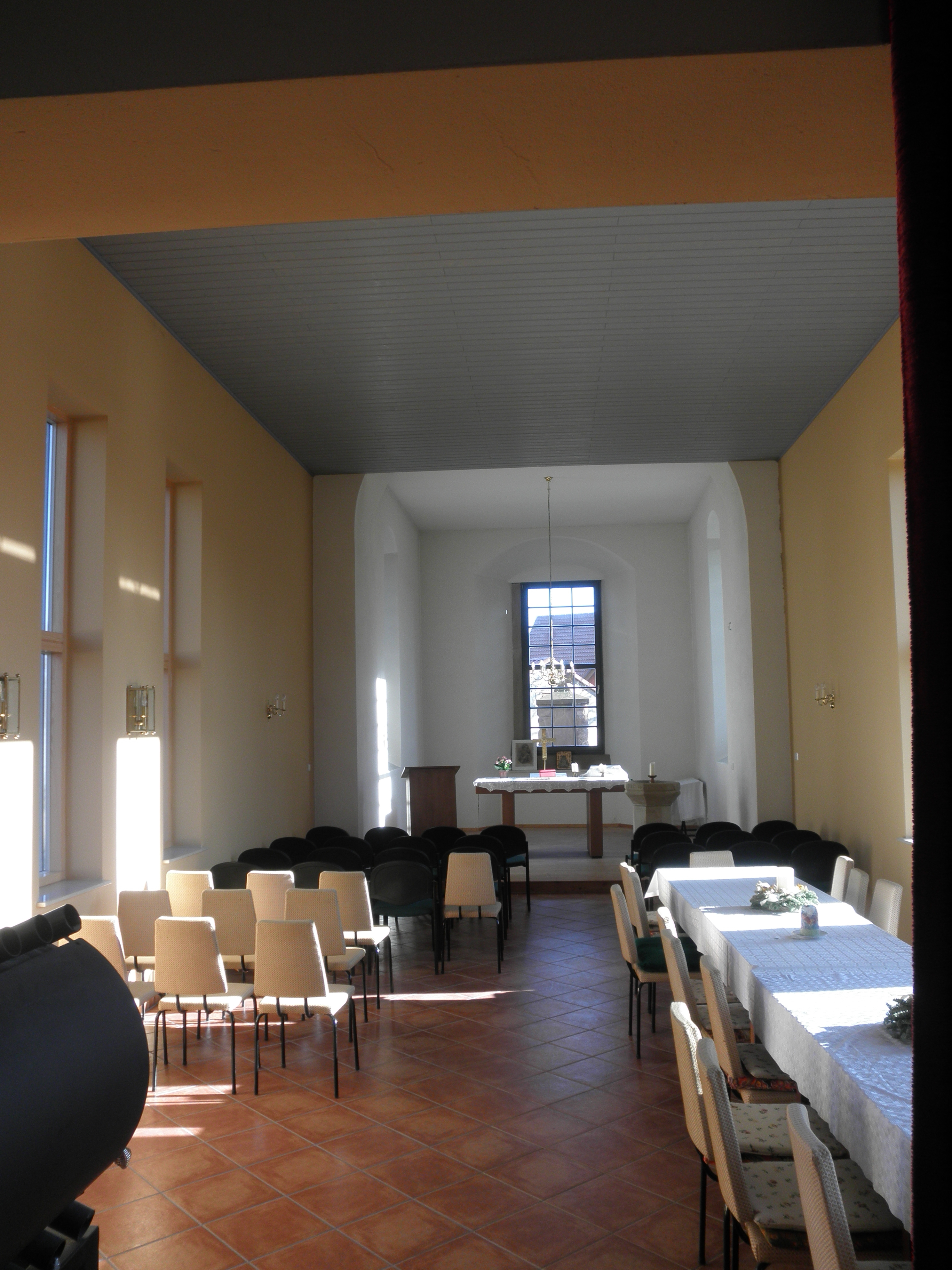
Kircheninnenraum
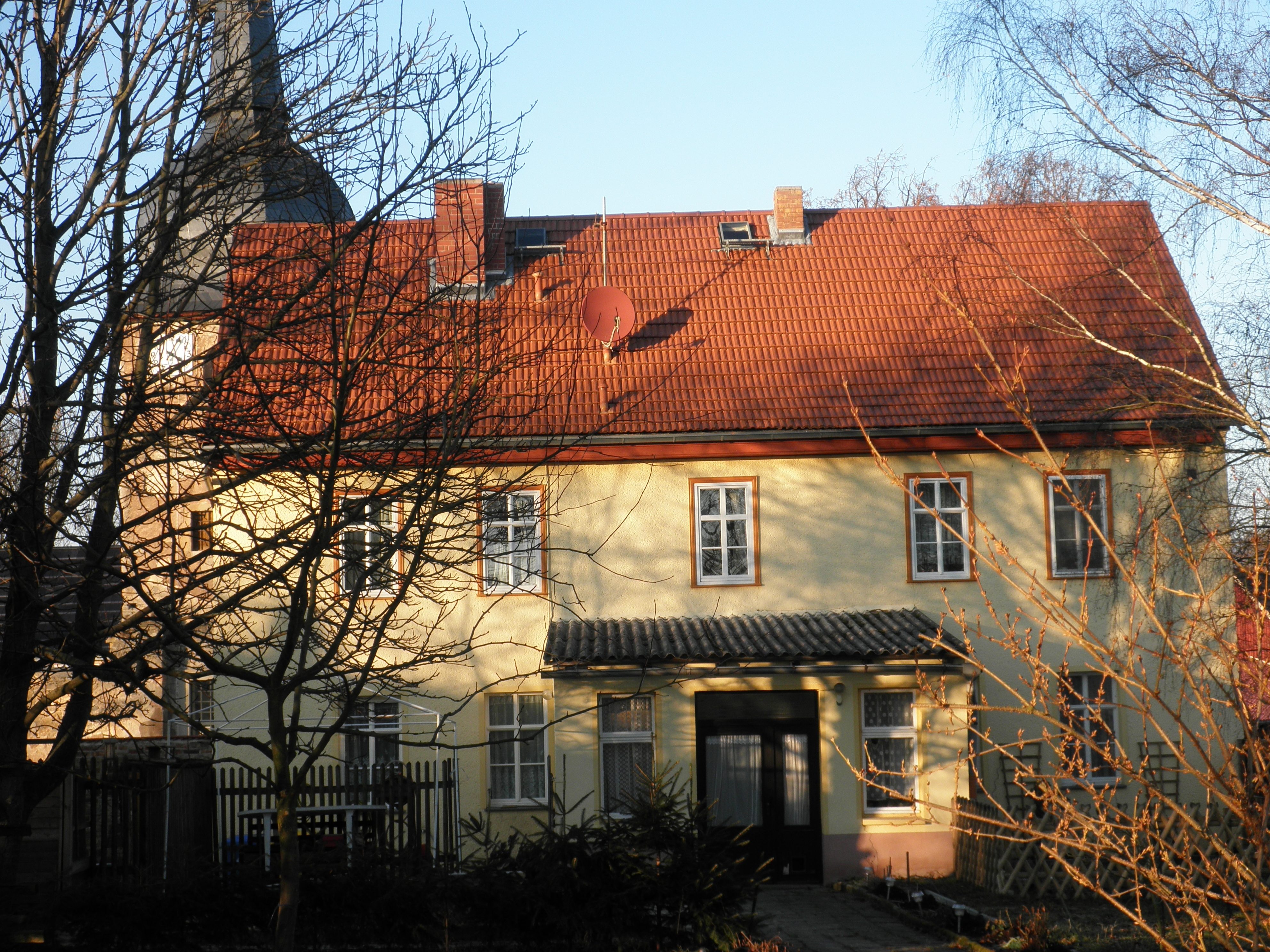
Dorfschule und Kirche
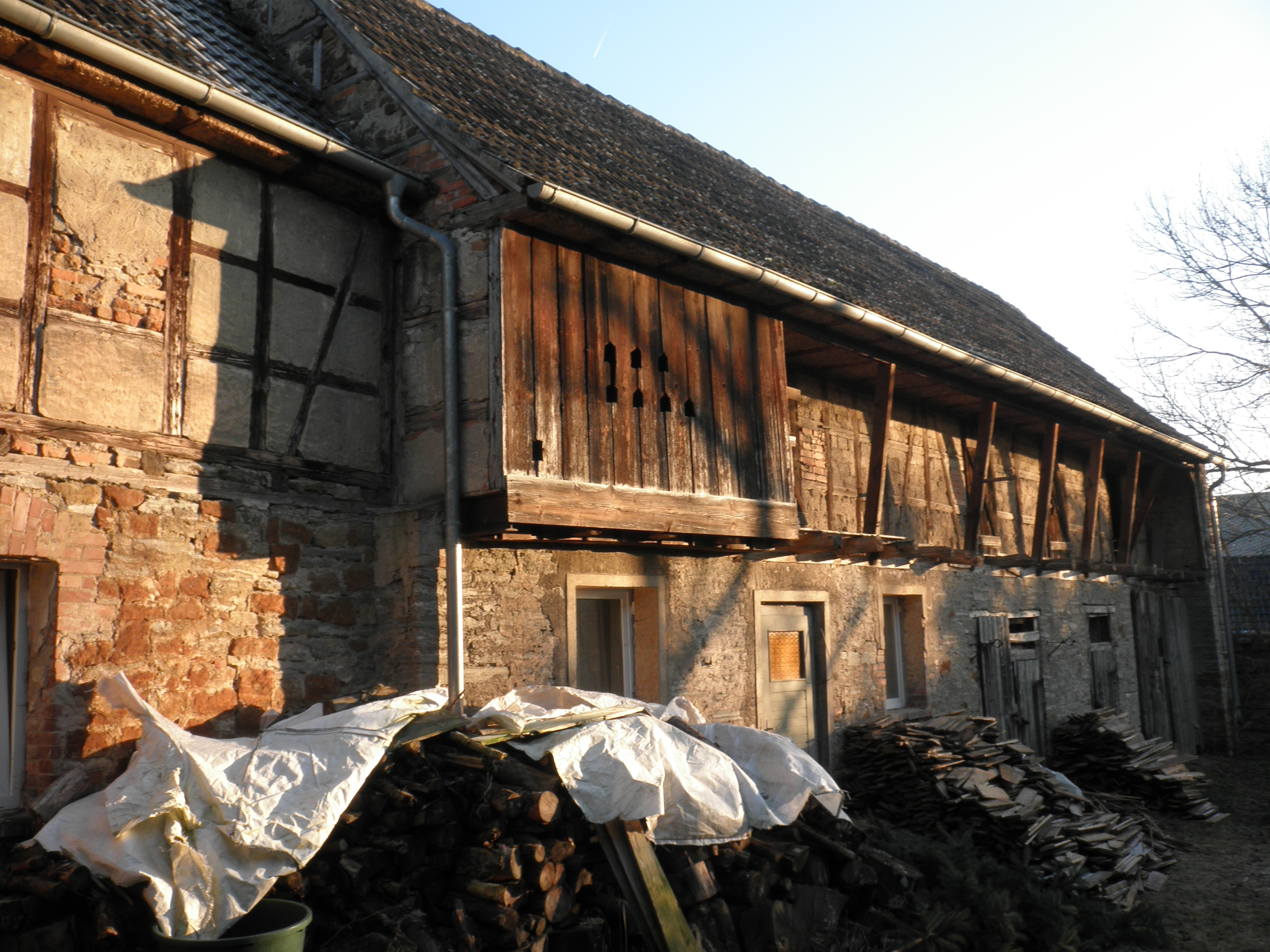
Die Pfarrei (2011)
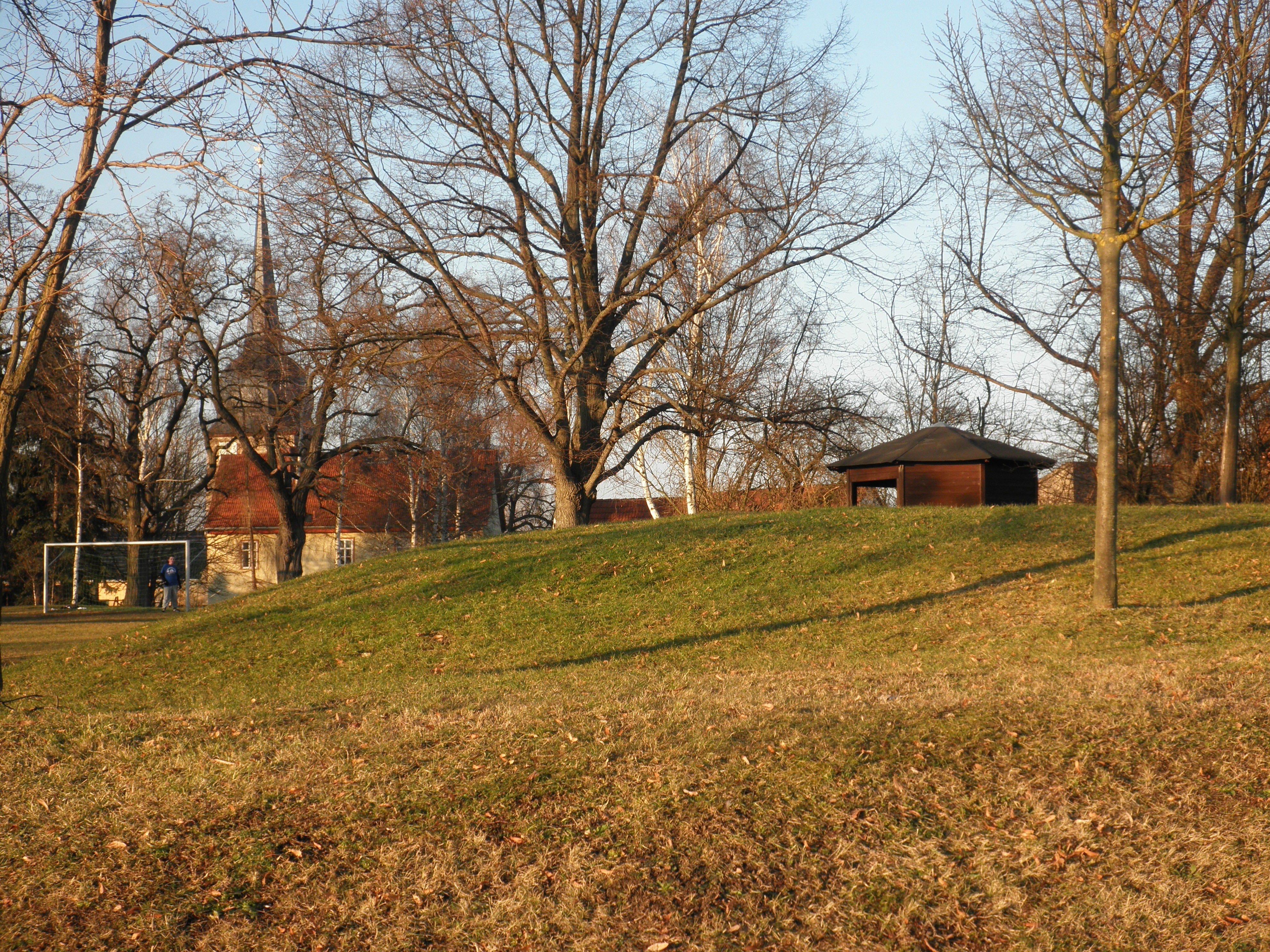
Der Grabhügel „Hallonge“, "Hallunke"

## Veranstaltungen und Vereine
- Osterfeuer (Heimatverein Battgendorf e. V.)
- Maiturnier (Heimatverein Battgendorf e. V.)
- Kinderfest (Ortschaftsrat Battgendorf, Faschingsverein Battgendorf e. V., Feuerwehrverein Battgendorf)
- Kirmes (Faschingsverein Battgendorf e. V.)
- Laternenumzug (Ortschaftsrat Battgendorf, Heimatverein Battgendorf e. V.)
- Fasching (Faschingsverein Battgendorf e. V.)
- Trödelmarkt Battgendorf (Privatpersonen)
- Sitzungen des Kaninchenzüchterverein Kölleda und Umgebung e. V.
- Frauennachmittage (Kirchgemeinde Battgendorf)

## Personen
- Ferdinand Dümmler (* 23. Oktober 1777; † 15. März 1846), Buchhändler und Verleger
- Johann Peschel (* 1535; † 1599), Pfarrer in Battgendorf 1580–1585, Verfasser des ältesten bekannten Gartenkunstbuchs (1597)[6]